# Fjelstrup (plaats)
Fjelstrup is een plaats in de Deense regio Zuid-Denemarken, gemeente Haderslev. De plaats telt 537 inwoners (2008).